# Volei Club Penicilina Iași 2014-2015
Questa voce raccoglie le informazioni riguardanti il Volei Club Penicilina Iași nelle competizioni ufficiali della stagione 2014-2015.

## Organigramma societario
Area direttiva
- Presidente: Vasile Stîngă

Area tecnica
- Allenatore: Rareș Puni

## Rosa
| N° | Nome                 | Ruolo | Data di nascita   | Nazionalità sportiva |
| -- | -------------------- | ----- | ----------------- | -------------------- |
| 1  | Diana Studineanu     | L     | 30 giugno 1993    | Romania              |
| 2  | Mihaela Stîngă       | P     | 11 luglio 1993    | Romania              |
| 3  | Melinda Șipoș        | C     | 6 giugno 1989     | Romania              |
| 4  | Ana-Maria Berdilă    | S     | 8 agosto 1993     | Romania              |
| 5  | Cristina Androhovici | S     | 15 ottobre 1977   | Romania              |
| 6  | Ana-Maria Ursachi    | C     | 11 settembre 1996 | Romania              |
| 7  | Simona Mocanu        | C     | 26 marzo 1994     | Romania              |
| 8  | Andra Streșină       | C     | 7 settembre 1994  | Romania              |
| 10 | Diana Macovei        | P     | 24 gennaio 1994   | Romania              |
| 11 | Daniela Pantelimon   | C     | 14 dicembre 1986  | Romania              |
| 13 | Ana-Maria Fîcă       | S     | 28 luglio 1987    | Romania              |
| 14 | Simona Filip         | S/O   | 23 maggio 1996    | Romania              |
| 15 | Iuliana Fîcă         | S     | 15 novembre 1989  | Romania              |